# Wojciech Ubysz
Wojciech Ubysz herbu Cholewa – skarbnik bełski w latach 1646-1648.
W 1648 roku był elektorem Jana II Kazimierza Wazy z województwa czernihowskiego i powiatu nowogrodzkosiewierskiego.